# Alain Gauvin
 (janvier 2022).
Alain Gauvin est docteur en droit et avocat d'affaires français, conférencier et auteur. Il est spécialisé dans les secteurs bancaire et les marchés de capitaux d'Afrique du Nord (et notamment du Maroc), principalement en matière de réglementation bancaire dans cette région. Selon son éditeur (Editions Milelli), « il intervient notamment dans la structuration d'instruments financiers, de fonds d'investissements, le financement et la restructuration de dettes ». Il a conseillé diverses entités décisionnaires sur les aspects juridiques inhérents à la structuration de nouveaux instruments bancaires et financiers.

## Carrière
En 1995, Alain Gauvin entame une carrière d'avocat d'affaires, travaillant durant 5 ans sur les marchés de capitaux chez Freshfields Bruckhaus Deringer. En mai 2000, il rejoint la succursale parisienne du cabinet d'avocat américain Coudert Brothers (en).
En 2004, il prête serment (le 15 décembre) et entre dans l'Association du Barreau de Paris.
À partir d'octobre 2007 et pour 12 ans, il dirige les bureaux algérien et marocain de la Direction bancaire & financière du Cabinet Lefebvre-Pelletier (cabinet d'avocats aussi connu par l'acronyme LPA-CGR).
En juin 2011, il fait partie des experts auprès de la Banque mondiale.
En 2019, le journal Jeune Afrique le place dans la liste des 50 avocats les plus influents en Afrique.

En 2019/2020, avec sa consœur Kawtar Raji-Briand (par ailleurs présidente du comité juridique de l'ASMEX), il quitte LPA pour rejoindre ASAFO & CO, un cabinet dirigé par Pascal Agboybor et présent (en 2021) à Abidjan, Casablanca, Johannesbourg, Mombasa et Nairobi mais aussi à Paris, Londres et Washington, cabinet qu'Alain Gauvin présente comme « panafricain ». Il y est introduit en tant que 27e « associé », dont pour son expérience « en réglementation bancaire et financière et en matière de fonds, ainsi que son expertise sur les produits dérivés et instruments de transfert de risque » (selon Pascal Agboyibor). Il y encadre « une équipe multi-juridictionnelle ». Cette équipe conseille en Afrique et en Europe, « une clientèle composée d'États, de banques et d'agences de développement, d'autorités administratives d'établissements financiers » et cherche à se développer dans l'Union économique et monétaire ouest-africaine (UEMOA) dans les domaines de la Banque et de l'assurance, la Finance et les FinTechs, les Marchés des capitaux et d'emprunts souverains. Plus précisément, selon Décideurs Magazine (2020) il peut rédiger des lois et règlements, mettre en place des réformes bancaires et financières ou y répondre, structurer des instruments d'investissement, de financement, de couverture ou d'amélioration de ratios prudentiels). Pour ses clients il peut aussi créer des fonds d'investissement, de titrisation et d'assurance alternative (…)  ou des établissements financiers et/ou les accompagner dans leurs relations avec les autorités de tutelle (agréments, inspections et procédures disciplinaires).
En mars 2020, il crée la société « Alain Gauvin Avocat », basée à Paris 8 sur l'avenue des Champs-Élysées,.
En septembre 2022, après les déplacements d'Emmanuel Macron au Cameroun, au Bénin et en Guinée-Bissau (du 25 au 28 juillet 2022), dans une tribune publiée par Le Monde il alerte sur le fait qu'une proposition de directive européenne (« directive CRD VI ») pourrait selon lui mettre en danger le partenariat Afrique-Europe et l'agenda présenté en novembre 2017 à Ouagadougou sur la relation Afrique-France, en empêchant les banques africaines d'offrir leurs services à leur clients de la diaspora africaine résidant dans l'UE. Il soutient une proposition de Directive européenne pour les pays tiers de l'UE qui permettrait les transferts de l'UE vers l'Afrique via des banques africaines. Il commente le projet de Directive CRD6 (pour Capital Requirements Directive VI), dont une première version a été proposée en novembre 2021 par la Commission européenne en notant qu'elle permet aux banques étrangères d'opérer en Europe, mais à condition, notamment, d'avoir une présence physique, c'est-à-dire d'ouvrir une succursale, pour opérer dans un pays européen, ou passer par une filiale si elles souhaitent obtenir le « passeport européen » qui permet aux banques et autres établissements financiers agréés d’accéder au marché unique européen (448 millions de personnes environ).

### Enseignements
Alain Gauvin a enseigné à la faculté de droit de Paris et à l'université internationale de Rabat.

### Travail avec le Maroc et l'Afrique
En 2019, Alain Gauvin, qui a conseillé le Maroc, se félicite que via une loi OPCI, le royaume du Maroc ait fortement encouragé les « FPCT » (« fonds de placements collectifs en titrisation),.
Avec Kawtar Raji, Alain Gauvin co-publie aux éditions Revue Banque un ouvrage intitulé « Droit bancaire et financier marocain ». Ce livre est publié avec sa collègue avocate d'affaires à Casablanca Kawtar Raji-Briand, et préfacé par Lhassane Benhalima (ancien Directeur de la Supervision Bancaire de Bank Al-Maghrib ou BAM, puis Directeur général au Maroc de la Société gestionnaire des fonds de garantie des dépôts bancaires) et par Dominique Strauss-Kahn. Ce dernier, avec le poids que lui donnent ses anciennes fonctions de président du FMI, y promeut vivement le système bancaire marocain : « le dynamisme du secteur bancaire marocain, écrit-il, illustre le rôle moteur que l'économie marocaine joue dans la région. En effet, les banques marocaines sont maintenant conquérantes. Elles ne le sont pas seulement en Afrique où deux d'entre elles ont remplacé les banques françaises, mais également en Europe et ailleurs pour accompagner les grands groupes marocains ou internationaux dans le développement de leurs projets et aussi pour servir les Marocains qui y résident. Cette ambition découle d'une volonté affirmée, au plus haut niveau, de faire du Royaume une place financière régionale (...) beaucoup craignaient alors qu'un tsunami islamo-bancaire en provenance de l'étranger emporte les banques conventionnelles pourtant bien installés. Bien au contraire, par sa gestion avisée, la Banque centrale du Maroc a su maîtriser la création de ces banques, parvenant à faire du Maroc l'un des rares pays dans le monde où cohabitent, avec harmonie, banques islamiques et banques conventionnelles ».
Le royaume du Maroc, conseillé par Dominique Strauss-Kahn et Alain Gauvin (selon des documents étudiés par Cash Investigation dans le cadre des Pandora Papers), a décidé d'encourager ses ressortissants à l'étranger, par exemple au moment des vacances d'été, à déposer de l'argent dans des banques et sociétés d'épargne et de crédits au pays.

Il a pour cela créé une seconde (il existait déjà Tanger) place financière très attractive pour les capitaux étrangers ou de la diaspora : la zone franche dite Casablanca Finance City, bien que la zone financière offshore (Tanger, crée par la loi 58-90 abritait déjà plusieurs banques et sociétés de gestion. Cette place financière était si opaque et favorable à l'évasion fiscale qu'elle a en 2017 justifié l'inscription du Maroc dans la liste grise des paradis fiscaux de l'Union européenne.
En 2022, à propos du Maroc et de sa réglementation des changes, interrogé par le journal Les ÉCO du Maroc, Alain Gauvin dit qu'« il est compliqué pour un État de nourrir l'ambition d'être une place financière régionale, voire internationale, et plus encore, de concrétiser cette ambition, tant que subsiste une réglementation des changes » (qui selon lui) est « anxiogène » pour les investisseurs étrangers.
En 2020, Financial Afrik le présente aussi comme conseiller extérieur de la Banque mondiale et de la Banque africaine de développement et comme conseiller de banques étrangères quant à leur présence dans l'UE.

### Bi-bancarisation
Le contexte migratoire mondial du début du XXIe siècle est celui d'une nouvelle accélération des migrations (africaines notamment). Dans le même temps la double révolution de la téléphonie portable et du Web 2.0 permet à la diaspora d'accroître la quantité d'argent transférée vers le pays d'origine. Alain Gauvin, constate que cet argent, essentiellement transféré vers les familles, argent qui est une « manne financière » dépassant celles de l'aide publique au développement, pourrait aussi être bancarisé et servir à financer des investissements économiques plus importants. Il affirme que les  diasporas (diaspora africaine notamment) bénéficieraient considérablement d'une autorisation de bi-bancarisation associée à de faibles taxes de change, c'est-à-dire de la possibilité qu'un émigré puisse avoir deux comptes, l'un dans son pays d'origine, et l'autre dans son pays d'accueil, permettant des transferts d'argents faciles, rapides et peu coûteux pour lui. Il plaide pour une « une directive d'harmonisation des législations nationales ou, mieux, un règlement d’application immédiate et impérative dans tous ses termes. », mais début 2023, il n'est pas inscrit au registre européen des lobbyste.
Avec son nouveau partenaire Pascal Agboyibor (avocat d'affaires franco-togolais), Alain Gauvin est présenté comme pionnier, avec en France la députée Sira Sylla, du soutien à l'idée de bibancarisation « comme instrument de financement des pays en voie de développement et comme facteur favorisant l'implication des diasporas dans les relations Nord-Sud ». L'un de leurs arguments est qu'un tel cadre légal facilitant ces transferts utiles au développement économique des pays du Sud, se substituerait aux flux opaques passant par des sociétés de transferts d'argent ou par des filières cachées et/ou illégales susceptible de blanchir de l'argent ou de financer le terrorisme.
D'autres (comme Meissa M Lo, consultant en finance de marché, interviewé par Financial Afrik le 3 août 2020), pensent que la bi-bancarisation, pourrait inversement permettre à des banques du Nord de capter une partie de ces fonds lors de leurs conseils à la diaspora. Selon lui, la direction de flux d'argent pourrait ainsi parfois s'inverser et augmenter les fuites de capitaux du sud vers le nord, ou vers des paradis fiscaux, ce dont l'Afrique souffre déjà. Il deviendrait « facile pour quelqu'un ayant un ami ou proche à l'étranger de sortir des capitaux importants et les placer à l'étranger dans un objectif de blanchiment ou placement dans les paradis fiscaux », au détriment des gens et de l'économie africaine, expliquait-t-il.

### Pandora Papers
En 2019, les noms d'Alain Gauvin et de son agence d'avocats apparaissent dans les Pandora Papers.
En 2021, selon une enquête de l'ICIJ et de Cash Investigation, en partie basée sur ces Pandora Papers, de 2012 à 2013, Alain Gauvin et le cabinet d'avocat LPA (Cabinet Lefebvre-Pelletier et associés) ont accompagné Dominique Strauss-Kahn (DSK), alors directeur du Fonds monétaire international, pour conseiller le royaume du Maroc sur sa législation bancaire et financière, et pour la création d'une zone franche et place financière dite « Casablanca Finance City ». Selon l'un des documents des Pandora Papers, le Cabinet Lefebvre-Pelletier (LPA-CGR) a touché plus d'un million d'euros de rétrocession d'honoraires pour ce travail. Et, c'est dans ce nouveau paradis fiscal, qu'après ses déboires avec la justice américaine et française, D. Strauss-Kahn a déclaré sa société Parnasse international, créé alors qu'il était encore résident français. 

Les documents étudiés pour l'ICIJ par Cash Investigation, montrent que DSK a ainsi évité de payer 800 000 euros d'impôt sur les sociétés en France, tout en étant pour sa société, au Maroc, totalement défiscalisé pour 5 ans après l'inscription, ceci au détriment des Trésors des États français et marocain. Selon Cash Investigation, après cette période de 5 ans, DSK a choisi de créer une autre société (Parnasse global limited, basée cette fois dans un paradis fiscal considéré parmi les plus opaques de la planète (Ras el Khaïmah (et déjà au cœur de l’affaire des « Dubaï Papers », aux Émirats arabes unis… bien que ce territoire, comme tous les émirats soient supposés respecter le droit et des lois basées sur la Charia qui interdit la spéculation financière). En 2021, la journaliste Élise Lucet montre aussi que DSK a presque réussi à monter dans un pays africain pauvre une banque qui aurait proposé des cartes bleues anonymes prépayées, lesquelles auraient rendu extrêmement facile l'exil fiscal, le blanchiment d'argent et les transferts d'argent sale du sud vers des banques du Nord ou de paradis fiscaux. Cette opération a échoué en raison de la reprise de conflits armés dans le pays.

## Vie privée
Alain Gauvin vit et travaille à Paris et à Casablanca[réf. souhaitée].

## Publications
- La nouvelle gestion du risque financier, Paris, LGDJ, coll. « Systèmes : droit privé », 2000, 244 p. (ISBN 2-275-01861-1).
- Droit des dérivés de crédit, Paris, Revue Banque, coll. « Droit fiscalité », 2003, 446 p. (ISBN 2-86325-379-4).
- Crise financière : et la "veuve de Carpentras" dans tout ça ?, Milelli, 2011, 135 p. (ISBN 978-2-916590-20-2).
- Droit bancaire et financier marocain, Livre 1 - Droit bancaire marocain, préfacé par Kawtar Raji-Briand, éd. Revue Banque, 2021.